# باتريك باوم
باتريك باوم (بالألمانية: Patrick Baum)‏ هو لاعب تنس الطاولة ألماني، ولد في 23 يونيو 1987 في فورمس في ألمانيا.

## وصلات خارجية
- باتريك باوم على موقع منظمة تنس الطاولة العالمي (الإنجليزية)
- باتريك باوم على موقع اللجنة الأولمبية الألمانية (الألمانية)